# Бруно Белон
Бруно Белон (фр. Bruno Bellone; Тулон, 14. март 1962) бивши је француски фудбалер који је играо на позицији левог крила.
У саставу Монака освојио је првенство 1982. и Куп Француске 1985. Као репрезентативац Француске јњ одиграо 34 утакмице и постигао два гола. Учествовао је на два Светска првенства 1982. и 1986. Био је најмлађи фудбалер Француске који је играо на Светском првенство.
Учествовао је у саставу који је освојио прво место на 1984. године.